# مهدی ضابطی
مهدی ضابطی (متولد ۱۳۵۶/۰۶/۳۱ در تهران) در رشته ورزشی پاورلیفتینگ فعالیت حرفه ای خود را آغاز کرد و به واسطه رکورد‌های ملی و جهانی که ثبت کرد توانست به شهرت ملی برسد. در اسفند ۱۴۰۱ به میزبانی شهر زنجان با ثبت رکورد ۱۴۵ کیلوگرم به عنوان نفر اول در دسته ۷۴ کیلوگرم کشور به تیم ملی دعوت شد همچنین قهرمان ۴ دوره پرس سینه کشوری در ایران بخشی از افتخارات وی است.

## رکوردها
1. ۵۸ تکرار صحیح پارالل در یک دقیقه (ثبت شده در رکوردهای ملی ایران)
2. ۴۰۴ تکرار صحیح پرس سینه با وزنه ۶۰ کیلوگرم در یک ساعت[۷][۸](ثبت شده در رکوردهای ملی ایران)
3. ۵۲۴ تکرار صحیح پارالل در یک ساعت[۹](ثبت شده در رکوردهای ملی ایران)
4. ۱۰۲۵ تکرار صحیح شنا سوئدی با وزنه ۱۰کیلوگرمی در یک ساعت[۱۰][۱۱][۱۲](ثبت شده در رکوردهای ملی ایران)
5. شکستن رکورد جهانی گینس با ۱۳۲۹ تکرار صحیح شنا سوئدی با وزنه ۱۰ کیلوگرمی در یک ساعت[۱۳]